# Рудник Грейт-Істерн
Рудник Грейт-Істерн — колишній гірничодобувний майданчик на заході Австралії. Одна з копалень на золоторудному полі Лавлерс/Егню.
У 1894 році в районі Лавлерс виявили перші поклади золота і того ж року видали кілька гірничих ліцензій, одна з яких стосувалась родовища Грейт-Істерн. У 1895-му почалась розробка Грейт-Істерн, що тривала до 1909 року. Видобуток руди вели підземним способом, при цьому відомо, що глибина головної шахти досягала 150 метрів. У 1906-му належна до копальні фабрика з вилучення золота зазнала пошкоджень від торнадо.
У 1910-х та 1920-х роках на Грейт-Істерн тривали обмежені роботи. у середині 1980-х років якісь роботи відкритим способом почала на Грейт-Істерн в 1980-х роках компанія Forsayth NL (можливо відзначити, що вона та її наступники також вели на золоторудному полі Лавлерс видобуток на рудниках Кокс, Нью-Голланд, Фейріленд, що стали до ладу в 1987, 1991 та 1997 роках відповідно).
Накопичений видобуток на Грейт-Істерн становить 7,3 тонни золота.